# The Great Circus Mystery (film)

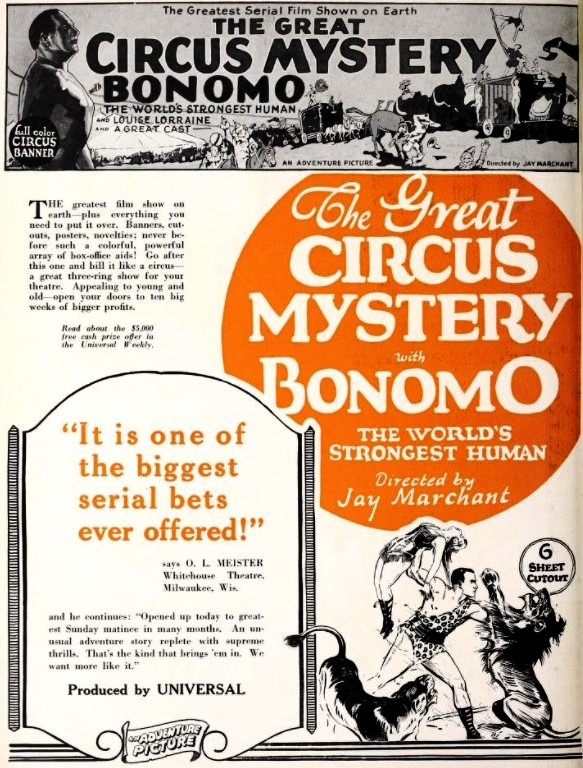
Annonce pour le film dans Exhibitors Herald.

The Great Circus Mystery est un film à épisodes (serial) américain réalisé par Jay Marchant, sorti en 15 épisodes à partir de mars 1925.

## Titre des épisodes
1. Pact of Peril
2. A Cry for Help
3. A Race with Death
4. The Plunge of Peril
5. The Ladder of Life
6. A Leap for Liberty
7. Harvest of Hate
8. Fires of Fate
9. Cycle of Fear
10. The Leopard Queen
11. The Sacred Ruby
12. Dive of Destiny
13. A Leap for Liberty
14. Buried Treasure
15. The Leopard Strikes

## Fiche technique
- Réalisation : Jay Marchant

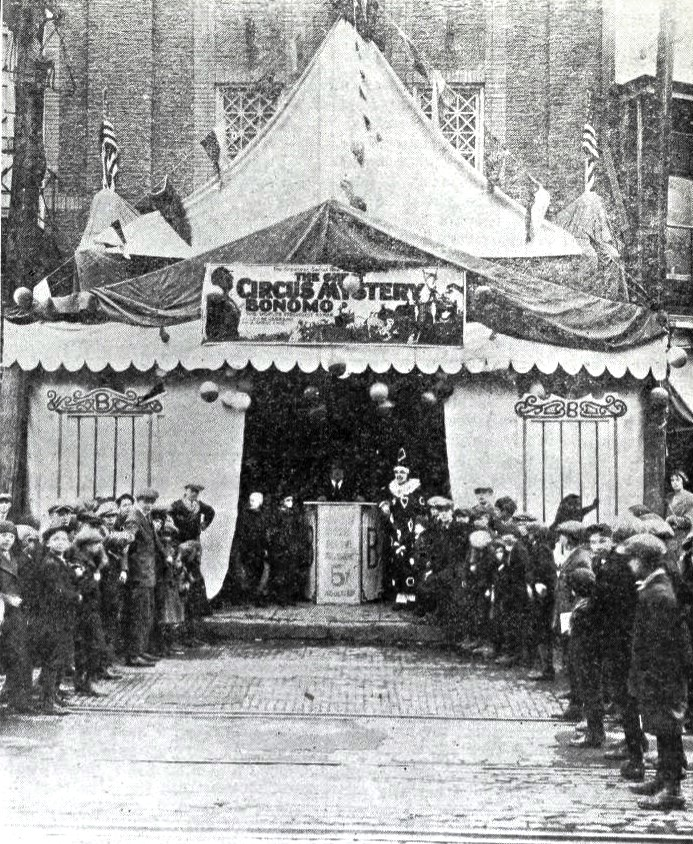
Entrée d'un cinéma dans le New Jersey décoré pour la promotion du film.

- Scénario : Isadore Bernstein, George Morgan, William Lord Wright
- Distributeur : Universal Pictures
- Durée : 15 épisodes (30 bobines)[1]
- Date de sortie : 9 mars 1925[2].

## Distribution

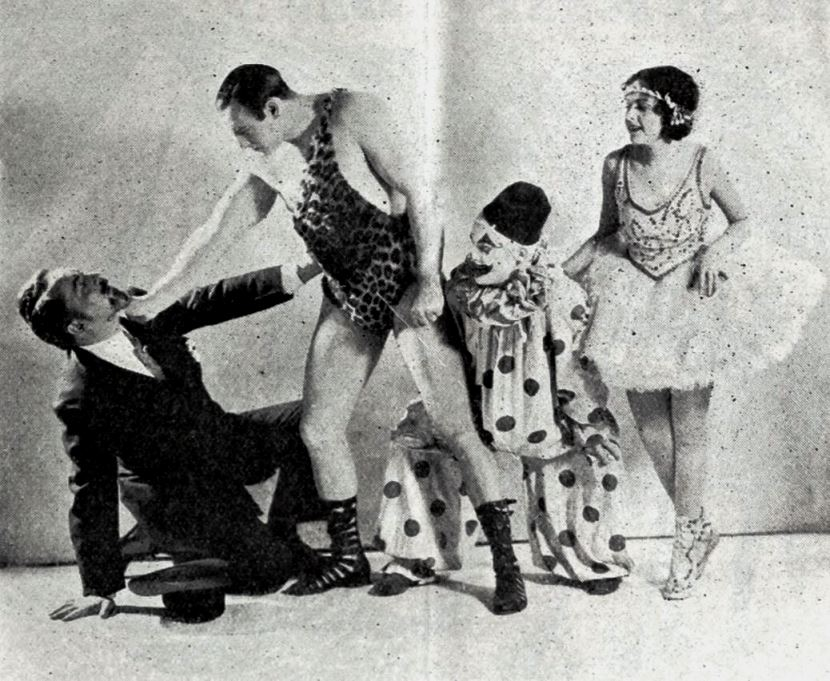
Robert Graves, Joe Bonomo, Jack A. Goodrich et Louise Lorraine dans une scène du film.

- Joe Bonomo (en): Welles 'Red' Landow
- Louise Lorraine : Trixie Tremaine
- Robert Graves : Adams
- Robert Seiter : Darrell
- Carmen Phillips : Natchi
- Slim Cole : Mystery Man
- Sam Polo
- Albert Prisco
- Monte Montague
- Jack A. Goodrich
- Floyd Criswell
- Eduardo Martini
- Charles Murphy
- Cecil Woodworth
- Tul Loraine
- Carlotta
- Charles Magetti
- Tony Brock
- Morgan Brown
- Buck Russ
- Frank Coghlan Jr.